# Wendell Moore
Wendell Horace Moore Jr (ur. 18 września 2001 w Richmond) – amerykański koszykarz, występujący na pozycji niskiego skrzydłowego, obecnie zawodnik Minnesoty Timberwolves.
W 2019 wystąpił w meczach gwiazd amerykańskich szkół średnich − McDonald’s All-American, Jordan Brand Classic, Nike Hoop Summit. Został też wybrany najlepszym zawodnikiem szkół średnich stanu Karolina Północna (North Carolina Mr. Basketball, North Carolina Gatorade Player of the Year).

## Osiągnięcia
Stan na 25 stycznia 2023, na podstawie, o ile nie zaznaczono inaczej.

### NCAA
- Uczestnik rozgrywek NCAA Final Four (2022)
- Mistrz sezonu regularnego konferencji Atlantic Coast (ACC – 2022)
- Laureat nagrody Julius Erving Award (2022)
- Zaliczony do:
  - I składu:
    - defensywnego ACC (2022)
    - turnieju ACC (2022)
    - All-ACC Academic (2020, 2021)

  - II składu ACC (2022)
- Zawodnik kolejki ACC (29.11.2021)

### Reprezentacja
- Mistrz:
  - świata U–17 (2018)
  - Ameryki U–16 (2017)[4]